# Citadelle d'Akershus
Pour les articles homonymes, voir Akershus.
La citadelle d'Akershus (Akershus slott og festning en norvégien classique) se situe à Oslo en Norvège, au bord du fjord d'Oslo et juste à côté de la mairie (rådhus).

## Histoire
La construction de la citadelle royale a débuté à la fin du XIIIe siècle, sous le règne du roi Håkon V de Norvège, pour servir de siège au représentant du roi. La citadelle a aussi servi pendant longtemps de prison.
Au cours du XVIIe siècle, la citadelle est transformée en un château de la Renaissance entouré de bastions, afin qu'il puisse servir de résidence. L'église de la garnison est consacrée en 1742 sous le règne de Christian VI de Danemark. Elle a été restaurée et agrandie par Wilhelm von Hanno et Heinrich Ernst Schirmer en 1870.
Pendant la Seconde Guerre mondiale, le 1er février 1942, Vidkun Quisling prend le pouvoir en Norvège avec le titre de ministre-président du « Gouvernement national norvégien », après avoir suspendu la monarchie. Il installe ses bureaux dans le palais royal d'Oslo et collabore activement avec l'occupant nazi. Il gouverne la Norvège jusqu'à son arrestation le 9 mai 1945. Il est reconnu coupable de haute trahison après la guerre, avec deux autres dirigeants du Nasjonal Samling, Albert Viljam Hagelin et Ragnar Skancke, et est exécuté par un peloton d'exécution le 24 octobre 1945 à la citadelle d'Akershus.
Après la guerre, la citadelle est utilisée pour les vacances d'État, et notamment pour le 75e anniversaire du roi Haakon VII de Norvège en 1947. Les restaurations de la citadelle, commencées avant la guerre, se sont poursuivies après.

## La citadelle aujourd'hui
Dans la crypte de l'église de la citadelle se trouve la nécropole royale qui renferme les tombeaux des derniers souverains de Norvège.
Le gouvernement norvégien utilise les salles du château à des fins de représentation. Le ministère de la défense et l'armée utilisent également la citadelle pour loger certains de leurs personnels.
Pendant la journée, le site est largement ouvert au public. Outre le mausolée royal, la citadelle abrite aussi le musée militaire norvégien et le musée de la résistance norvégienne, ainsi que l'ancien site d'exécution de la prison, le Mémorial pour les patriotes norvégiens, où une quarantaine de personnes ont été fusillées au cours de la Seconde Guerre mondiale entre 1940 et 1945.

## Crypte royale

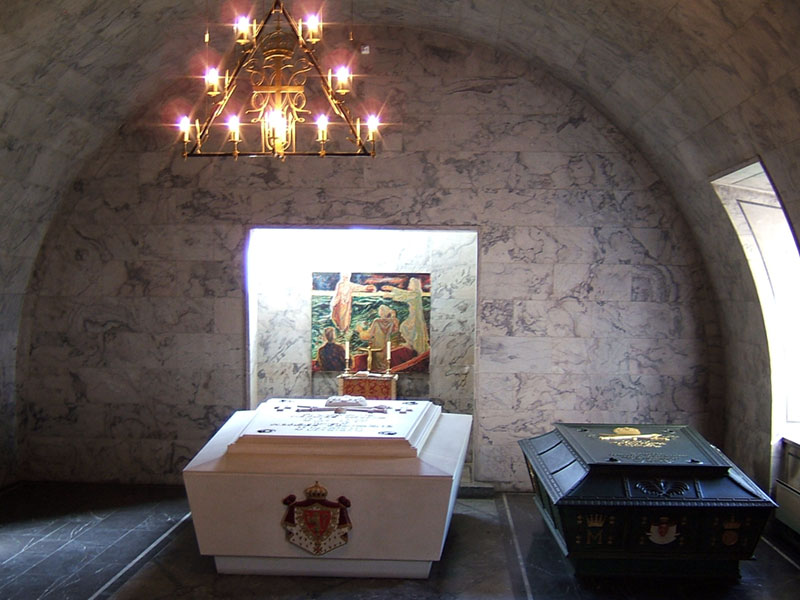
Sarcophage blanc du roi Haakon VII et de la reine Maud, sarcophage vert pour le roi Olav V et la princesse Märtha.

Dans l'aile sud de la citadelle d'Akershus est située l'église du château, qui possède une crypte où reposent les corps des souverains norvégiens de l'époque moderne. Actuellement, la crypte abrite les dépouilles des deux premiers couples royaux depuis l'indépendance du pays en 1905.
Par ordre chronologique d'inhumation :
1. Maud de Galles, reine de Norvège (26 novembre 1869 - 20 novembre 1938) - épouse du roi Haakon VII de Norvège ;
2. Märtha de Suède, princesse de Norvège (28 mars 1901 - 5 avril 1954) - épouse du roi Olav V de Norvège ;
3. Haakon VII de Norvège, roi de Norvège (3 août 1872 - 21 septembre 1957) - fils de Frédéric VIII de Danemark ;
4. Olav V de Norvège, roi de Norvège (2 juillet 1903 - 17 janvier 1991) - fils de Haakon VII de Norvège.

La crypte accueille également les os de Sigurd Ier de Norvège (1090-1130), ainsi que les crânes du roi Håkon V de Norvège (1270-1319) et de son épouse la reine Euphémie de Rügen (1289- 1312).